# Вейкканен, Юсси
Юсси Вейкканен (фин. Jussi Veikkanen, род. 29 марта 1981, Рийхимяки, Хяме) — финский велогонщик.

## Биография
Юсси Вейкканен родился в Рихимяки 29 марта 1981 года. Стал профессиональным гонщиком в 2005 году, когда перешёл в FDJ.
Достижения
2003
1-й  Чемпион Финляндии групповая гонка
2005
1-й  Чемпион Финляндии групповая гонка
2006
1-й  Чемпион Финляндии групповая гонка
1-й 1 этап и победитель Тропикале Амисса Бонго
1-й 2 этап 
2008
1-й  Чемпион Финляндии групповая гонка
1-й 4 этап Рут-дю-Сюд
1-й 6 этап, Тур Германии
2010
1-й  Чемпион Финляндии групповая гонка
1-й 2 этап Тур Средиземноморья